# La Chaise-Dieu
La Chaise-Dieu är en kommun i departementet Haute-Loire i regionen Auvergne-Rhône-Alpes i centrala Frankrike. Kommunen ligger i kantonen La Chaise-Dieu som tillhör arrondissementet Brioude. År 2022 hade La Chaise-Dieu 595 invånare.

## Befolkningsutveckling
Antalet invånare i kommunen La Chaise-Dieu
| Referens: INSEE |